# Kovčín
Kovčín – gmina w Czechach, w powiecie Klatovy, w kraju pilzneńskim. Według danych z dnia 1 stycznia 2014 liczyła 79 mieszkańców.
W miejscowości jest przystanek kolejowy Kovčín.